# Diocesi di Mendi
La diocesi di Mendi (in latino: Dioecesis Mendiensis) è una sede della Chiesa cattolica in Papua Nuova Guinea suffraganea dell'arcidiocesi di Mount Hagen. Nel 2021 contava 83.870 battezzati su 907.600 abitanti. È retta dal vescovo Donald Lippert, O.F.M.Cap.

## Territorio
La diocesi comprende le province di Hela e degli Altopiani del Sud sull'isola di Nuova Guinea.
Sede vescovile è la città di Mendi, dove si trova la cattedrale della Madre del Buon Pastore.
Il territorio è suddiviso in 29 parrocchie.

## Storia
La prefettura apostolica di Mendi fu eretta il 13 novembre 1958 con la bolla Eius successores di papa Giovanni XXIII, ricavandone il territorio dal vicariato apostolico di Port Moresby (oggi arcidiocesi).
Il 6 luglio 1965 la prefettura apostolica fu elevata a vicariato apostolico con la bolla Regnum Christi di papa Paolo VI.
Il 15 novembre 1966 il vicariato apostolico è stato elevato a diocesi con la bolla Laeta incrementa dello stesso papa Paolo VI.
Il 16 gennaio 1971 ha ceduto una porzione di territorio a vantaggio dell'erezione della diocesi di Kerema.
Originariamente suffraganea dell'arcidiocesi di Madang, il 18 marzo 1982 è entrata a far parte della provincia ecclesiastica dell'arcidiocesi di Mount Hagen.

## Cronotassi dei vescovi
Si omettono i periodi di sede vacante non superiori ai 2 anni o non storicamente accertati.
- Firmin Martin Schmidt, O.F.M.Cap. † (3 aprile 1959 - 3 febbraio 1995 ritirato)
- Stephen Joseph Reichert, O.F.M.Cap. (3 febbraio 1995 - 30 novembre 2010 nominato arcivescovo di Madang)
- Donald Lippert, O.F.M.Cap., dal 22 novembre 2011

## Statistiche
La diocesi nel 2021 su una popolazione di 907.600 persone contava 83.870 battezzati, corrispondenti al 9,2% del totale.
| anno | popolazione | popolazione | popolazione | presbiteri | presbiteri | presbiteri | presbiteri                | diaconi | religiosi | religiosi | parrocchie |
| anno | battezzati  | totale      | %           | numero     | secolari   | regolari   | battezzati per presbitero | diaconi | uomini    | donne     | parrocchie |
| ---- | ----------- | ----------- | ----------- | ---------- | ---------- | ---------- | ------------------------- | ------- | --------- | --------- | ---------- |
| 1970 | 23.096      | 235.000     | 9,8         | 32         | 4          | 28         | 721                       |         | 34        | 30        | 9          |
| 1980 | 44.906      | 240.600     | 18,7        | 34         | 2          | 32         | 1.320                     |         | 52        | 49        | 14         |
| 1990 | 62.740      | 260.000     | 24,1        | 25         | 3          | 22         | 2.509                     |         | 38        | 50        | 20         |
| 1999 | 81.002      | 340.000     | 23,8        | 27         | 5          | 22         | 3.000                     |         | 39        | 56        | 31         |
| 2000 | 88.365      | 400.000     | 22,1        | 21         | 3          | 18         | 4.207                     |         | 33        | 61        | 32         |
| 2001 | 92.712      | 415.000     | 22,3        | 26         | 3          | 23         | 3.565                     |         | 44        | 61        | 32         |
| 2002 | 69.688      | 544.352     | 12,8        | 25         | 3          | 22         | 2.787                     |         | 33        | 62        | 16         |
| 2003 | 70.794      | 544.352     | 13,0        | 22         | 3          | 19         | 3.217                     |         | 31        | 50        | 16         |
| 2004 | 71.832      | 546.400     | 13,1        | 24         | 5          | 19         | 2.993                     |         | 29        | 48        | 16         |
| 2013 | 90.500      | 660.000     | 13,7        | 35         | 14         | 21         | 2.585                     |         | 29        | 67        | 20         |
| 2016 | 77.096      | 899.686     | 8,6         | 34         | 12         | 22         | 2.267                     |         | 34        | 53        | 21         |
| 2019 | 82.553      | 904.000     | 9,1         | 38         | 16         | 22         | 2.172                     |         | 38        | 54        | 24         |
| 2021 | 83.870      | 907.600     | 9,2         | 42         | 18         | 24         | 1.996                     |         | 33        | 59        | 29         |